# Arranmore
Arranmore (iriska: Árainn Mhór) är den största bebodda ön i grevskapet Donegal och den näst största i hela Irland med en befolkning på 528 personer 2006. Ön är den del av Donegal gaeltacht och ligger 5 km utanför Burtonport. Det finns två färjeförbindelser med fastlandet, en vanlig färja med 15 minuters restid och en snabbfärja med 5 minuters restid. Båda går dagligen året runt.

## Befolkning
Större delen av befolkningen bor längs den södra och östra kusten. Ön har varit befolkad sedan förkeltisk tid, bland spåren från tidig bosättning finns ett fort och kökkenmöddingar längs stränderna. Läget vid Atlanten utnyttjas genom att en kustbevakningsstation och en fyr finns på den nordvästligaste udden. Under andra världskriget fanns en bevakningspost för ubåtar.
Den bofasta befolkningen är 528, men stiger till över 1 000 under sommarmånaderna.

## Infrastruktur och ekonomi
Ön var den första utanför fastlandet som fick elektricitet 1957, men var en av landets sista platser som fick pålitligt kranvatten, 1973-1975, och automatisk telefonväxel 1986. Ön gick direkt från manuell telefonväxel till ett ISDN-system, som fick uppgraderas redan efter några veckor på grund av den stora efterfrågan för telefonabonnemang, då den tidigare växeln endast tillät telefonnummer för företag och var begränsad till 47 anknytningar.
Fisket var huvudnäringen fram till 1980-talet, men har nu ersatts av turismen. Öns många sjöar erbjuder många möjligheter till spöfiske.
Ön har sex pubar, som då den irländska polisen, Garda Síochána, inte har någon station på ön, inte följer stängningstiderna utan alltid har öppet. De senaste åren har det och funnits polis på ön under helgerna på sommaren.

## Platser och byar
- Aphort
- Ballintra
- Ballard
- Illion
- Leabgarrow (huvudort)
- Leabrannagh
- Pollawaddy
- Scraigatoke
- Torries